# عمر لطفی آکاد
عمر لطفی آکاد (ترکی استانبولی: Ömer Lütfi Akad; ۲ سپتامبر ۱۹۱۶ – ۱۹ نوامبر ۲۰۱۱) کارگردان فیلم، و فیلم‌نامه‌نویس اهل ترکیه بود. او دوبار تاکنون برنده جایزه پرتقال طلایی از 
جشنواره بین‌المللی فیلم پرتقال طلایی آنتالیا شده‌است.